# Igor Zelenay
Igor Zelenay (nacido el 10 de febrero de 1982 en Trenčín, Eslovaquia) es un jugador de tenis eslovaco.

## Carrera
Participa principalmente en la modalidad de dobles, donde ha conseguido 18 títulos ATP Challenger Series y disputado 3 finales de torneos ATP. Su ranking más alto a nivel individual lo alcanzó el 1 de agosto de 2005 cuando alcanzó el puesto N.º 279 del ranking mundial. A nivel de dobles logró escalar hasta la posición N.º 50 el 27 de julio de 2009.
Comenzó a jugar tenis a los siete años de edad, siguiendo los pasos de su hermana. Utiliza el revés a una mano. La superficie favorita para jugar al tenis son las pistas duras. Sin embargo su torneo favorito es el Campeonato de Wimbledon.

### Copa Davis
En el año 2003 debutó en el Equipo de Copa Davis de Eslovaquia en un partido de dobles. Perdió el encuentro que disputó junto a Karol Beck, sin embargo en el resultado global, su selección derrotó a Luxemburgo por 3-2. En el año 2011 contribuyó en el triunfo de su equipo por 4-1 frente a Ucrania con una victoria en dobles junto a Filip Polášek. Sin embargo en el año 2013 volvió a enfrentarse a Ucrania también con Polášek pero esta vez cosecharon una derrota. El récord de Igor en Copa Davis es de 1 victoria y dos derrotas, todos en dobles.

## Títulos ATP (1; 0+1)

### Dobles (1)
| Leyenda                         |
| Grand Slam (0)                  |
| ATP Wourld Tour Finals (0)      |
| ATP Masters 1000 World Tour (0) |
| ATP World Tour 500 series (0)   |
| ATP World Tour 250 series (1)   |

| N.º | Fecha                    | Torneo          | Pista    | Pareja       | Oponentes en la final            | Resultado        |
| --- | ------------------------ | --------------- | -------- | ------------ | -------------------------------- | ---------------- |
| 1.  | 22 de septiembre de 2019 | San Petersburgo | Dura (i) | Divij Sharan | Matteo Berrettini Simone Bolelli | 6-3, 3-6, [10-8] |

#### Finalista (4)
| N.º | Fecha                    | Torneo          | Pista         | Pareja          | Oponentes en la final               | Resultado      |
| --- | ------------------------ | --------------- | ------------- | --------------- | ----------------------------------- | -------------- |
| 1.  | 22 de febrero de 2010    | Delray Beach    | Dura          | Philipp Marx    | Bob Bryan Mike Bryan                | 3-6, 6-7(3)    |
| 2.  | 4 de abril de 2011       | Casablanca      | Tierra batida | Colin Fleming   | Horia Tecău Robert Lindstedt        | 2-6, 1-6       |
| 3.  | 17 de septiembre de 2012 | San Petersburgo | Dura (i)      | Lukáš Lacko     | Rajeev Ram Nenad Zimonjić           | 6-2, 4-6, 10-6 |
| 4.  | 29 de julio de 2018      | Gstaad          | Tierra batida | Denys Molchanov | Matteo Berrettini Daniele Bracciali | 6-7(2), 6-7(5) |

## Títulos Challenger; 20 (0 + 20)
| Leyenda               | Individuales | Dobles |
| --------------------- | ------------ | ------ |
| ATP Challenger Series | 0            | 20     |

### Dobles
| N.º | Fecha      | Torneo                     | Superficie  | Compañero          | Oponentes en la final                      | Resultado         |
| --- | ---------- | -------------------------- | ----------- | ------------------ | ------------------------------------------ | ----------------- |
| 1.  | 12.08.2001 | Challenger de Toliatti     | Dura        | Karol Beck         | Abdul Makarov Dmitri Tomashevich           | 7-5, 4-6, 6-3     |
| 2.  | 23.11.2003 | Challenger de Praga (1)    | Carpeta (i) | Martin Stepanek    | Karsten Braasch Jean-Claude Scherrer       | 6-4, 4-6, 6-4     |
| 3.  | 28.11.2004 | Challenger de Praga (2)    | Carpeta (i) | Lukáš Dlouhý       | Jan Minář Jaroslav Pospíšil                | 6-3, 3-6, 7-65    |
| 4.  | 12.06.2005 | Challenger de Košice (1)   | Tierra      | Petr Luxa          | Johan Landsberg Harel Levy                 | 6-4, 6-2          |
| 5.  | 15.07.2007 | Challenger de Oberstaufen  | Tierra      | Filip Polášek      | Peter Gojowczyk Marc Sieber                | 7-5, 7-5          |
| 6.  | 30.09.2007 | Challenger de Trnava (1)   | Tierra      | Filip Polášek      | Diego Junqueira Rubén Ramírez Hidalgo      | 6-1, 6-4          |
| 7.  | 14.06.2008 | Challenger de Košice (2)   | Tierra      | Tomasz Bednarek    | Miguel Ángel López Jaén Carlos Poch-Gradin | 6-1, 4-6, [13-11] |
| 8.  | 28.09.2008 | Challenger de Trnava (2)   | Tierra      | David Škoch        | Daniel Köllerer Michal Mertiňák            | 6-3, 6-1          |
| 9.  | 22.11.2009 | Challenger de Bratislava   | Dura(i)     | Philipp Marx       | Leoš Friedl David Škoch                    | 6-4, 6-4          |
| 10. | 06.12.2009 | Challenger de Salzburgo    | Dura(i)     | Philipp Marx       | Sanchai Ratiwatana Sonchat Ratiwatana      | 6-4, 7-5          |
| 11. | 10.10.2010 | Challenger de Mons         | Dura(i)     | Filip Polášek      | Ruben Bemelmans Yannick Mertens            | 3-6, 6-4, [10-5]  |
| 12. | 03.04.2011 | Challenger de Barletta     | Tierra      | Lukáš Rosol        | Martin Fischer} Andreas Haider-Maurer      | 6-3, 6-2          |
| 13. | 24.07.2011 | Challenger de Orbetello    | Tierra      | Julian Knowle      | Romain Jouan Benoît Paire                  | 6-1, 7-62         |
| 14. | 20.05.2012 | Challenger de Burdeos      | Tierra      | Martin Kližan      | Olivier Charroin Jonathan Marray           | 7-65, 4-6, [10-4] |
| 15. | 18.11.2012 | Challenger de Helsinki     | Dura(i)     | Mijaíl Yelguin     | Uladzimir Ignatik} Jimmy Wang              | 4-6, 7-60, [10-4] |
| 16. | 16.06.2013 | Challenger de Košice (3)   | Tierra      | Kamil Čapkovič     | Gero Kretschmer} Alexander Satschko        | 6-4, 7-65         |
| 17. | 31.08.2013 | Challenger de Como         | Tierra      | Rameez Junaid      | Marco Crugnola Stefano Ianni               | 7-5, 7-62         |
| 18. | 31.05.2014 | Challenger de Vicenza      | Dura        | Andrej Martin      | Blazej Koniusz Mateusz Kowalczyk           | 6-1, 7-5          |
| 19. | 05.07.2014 | Challenger de Braunschweig | Tierra      | Andreas Siljestrom | Rameez Junaid Michal Mertiňák              | 7-5, 6-4          |
| 20. | 22.03.2015 | Challenger de Kazan        | Dura (i)    | Mijaíl Yelguin     | Andrea Arnaboldi Matteo Viola              | 6–3, 6–3          |